# Северопиценский язык

Примерное распространение языков в Италии железного века в VI веке до н. э., до римской экспансии и завоевания Италии

Северопиценский язык — язык, распространённый в северной части древнеримской области Пиценум. Известен по ряду надписей на камнях, которых, однако, недостаточно даже для того, чтобы определить принадлежность языка к индоевропейской или иной языковой семье; часть исследователей придерживаются мнения, что северопиценский язык не был индоевропейским. Одно время северопиценские надписи ошибочно причисляли к этрусским.
Жители южной части Пиценума были известны как сабины, язык их, южно-пиценский, несмотря на похожее название, не родствен северопиценскому.

## Стела из Новилары

Стела из Новилары.

Надпись на стеле выполнена алфавитом, производным от этрусского. В настоящее время хранится в музее Пигорини, датируется VI-V вв. до н. э.
Транслитерация стелы:
mimniś . erút . caareś (.) tadeś | ro(t)nem . úvlin . part(en) . úś | polem . iśairon . tet | šút . trat (.) neši. kr(úš/úví) | ten(a)c . trút . ipiem . rotne(š/m) | lútúiś . θ(a)lú . iśperion . vúl | teś . rotem . teú . aiten . tašúr | śoter . merpon . kalatne | niś . vilatoś . paten . arn | úiś . baleśtenac . andś . et | (š)út . (l)akút . treten . teletaú | (ne)m . p(o)lem . tišú . śotriś . eúś.
Чтение букв, заключённых в скобки, является спорным.

## Двуязычная надпись из Пезаро
Представляет собой мраморный фрагмент, на котором имеется вотивная надпись на латинском и северопиценском языках:
(A) L. caf(at)ius . l . f . ste . haruspex | fulguriator
(B) cafates. lr. lr. netšvis . trutnvt . frontac
Надпись (A) идёт слева направо, (B) справа налево, текст обрамлён двумя круглыми зубчатыми рамками.